# Львовка (Нижньогородська область)
Львовка (рос. Львовка) — село в Большеболдинському районі Нижньогородської області Російської Федерації.
Населення становить 8 осіб. Входить до складу муніципального утворення Пікшенська сільрада.

## Історія
Від 2009 року входить до складу муніципального утворення Пікшенська сільрада.

## Населення
| 1859 | 1916 | 1925 | 1989 | 1999 | 2002 | 2010 |
| ---- | ---- | ---- | ---- | ---- | ---- | ---- |
| 372  | ↗600 | ↘572 | ↘5   | ↗9   | →9   | ↘8   |